# Voyage en Absurdie
Voyage en Absurdie est un livre publié à Bruxelles en mars 1946 aux éditions du Soleil. L'auteur Benjamin Guittoneau utilise le pseudonyme  d'Arouet (véritable nom de Voltaire). Benjamin Guittoneau (1908-1966), dit Ben, est un dessinateur, caricaturiste et pamphlétaire d'extrême droite, militant de l'Action française ; ami de Jacques Perret.
À la manière de Candide, Benjamin Guittoneau se moque des travers de l'époque et du général de Gaulle.
Une seconde édition a été imprimée en 1947 à Paris par les Éditions de la Couronne.
En 1959, Rivarol publie Retour en Absurdie.

## Paratexte
La page de titre contient l'indication suivante : (traduit du suédois de M. le Docteur Karl, avec les additions qu'on a trouvées dans la poche du docteur lorsqu'il mourut à Gôteborg, l'an de grâce 1775). Après cette page de titre on trouve une citation d'un article de Diomède Catroux paru dans Paris-Matin du 11 mars 1946, une autre citation anonyme du journal Combat daté des 10 et 11 mars 1946 et une préface de Christian Dietrich.

## Publication partielle dans la presse
L'Ancien combattant a publié « À la manière de… : Chapitre  IV bis de Voyage en Absurdie » dans son numéro du mois de juillet 1947.

## Succès commercial
Le Journal des notaires et des avocats comporte une publicité pour Voyage en Absurdie indiquant plus de 250 000 exemplaires vendus au 5 janvier 1951.

## Homonymie
Plusieurs ouvrages portent un titre similaire voire identique, notamment :
- la bande dessinée de Dany et Greg, Le Grand voyage en Absurdie, publiée en 1974[5] et décrivant le voyage des Rêverosiens dans notre monde, le « vrai monde où l'on s'ennuie » ;
- le livre d'Albert Champeau, Voyage en absurdie, publié en 2013 aux éditions Le Bibliophore[6] ;
- le livre de Stéphane De Groodt, Voyages en absurdie, publié en novembre 2013 aux éditions Plon[7].

## Résumé
Parti pour explorer les terres australes, après une tempête, le jeune suédois Syllog débarque en Normantie, province de la Gaullie. Il y apprend que ce pays vient d'être libéré du joug des Mochiens dirigés par Icter.

## Pays, villes et personnages évoqués dans ce livre
- Bloumi-Bloumède = Léon Blum
- Gaulo = Franco.
- Gêne-Tête = ? Ministre de la Gaullie. (Sans doute Pierre-Henri Teitgen)
- Icter, diktant de Mochie = Hitler.
- Iosev = Staline.
- Général de La Perche = de Gaulle.
- Mouzoline, diktant de Ritalnie = Mussolini.
- Poclin = Molière.
- Rousseveste = Roosevelt.
- Torel-Machin = Maurice Thorez ?
- Crâne populaire = Front populaire
- Belgicie = Belgique.
- Bolchovikiste = bolchévique.
- Boulgrie = Bulgarie.
- Britannie = Grande-Bretagne.
- Côte bleue = Côte d'Azur.
- Cravatolie = Croatie.
- Edelvetie = Suisse.
- Gaullie = France.
- Hellenecie = Grèce.
- Hispanolie = Espagne.
- Kadiz = Cadix.
- Kaublanz = Coblence.
- Kchekoslavoniaquolie = Tchécoslovaquie.
- Mausskwa = Moscou.
- Mochie = Allemagne.
- Ongarie = Hongrie.
- Ouiston Malbrou = Winston Churchill.
- Ourssie = URSS.
- Palestin = Juif[réf. nécessaire].
- Paniame = Paris.
- Paten-Ten-Paten = Baden-Baden.
- Pipichi= BBC
- Poloquie = Pologne.
- Rangue = Rouen.
- Ritalnie = Italie.
- Roumanatolie = Roumanie.
- Sabestopaul = Sébastopol.
- Vespucie = États-Unis d'Amérique du Nord.
- Zizis = F.F.I.

## Hommage ou reprise
Dans sa chanson Être une femme sortie en 1981, Michel Sardou cite ce roman dès les premiers vers de sa chanson : « Dans un voyage en Absurdie / Que je fais lorsque je m'ennuie ».
En 2013, l'humoriste Stéphane De Groodt publie un recueil de ses chroniques télévisées qui a pour titre Voyages en absurdie.